# Farasmāneh
Farasmāneh (persiska: فَريسمانِه, فَرِسمانِه, پَرسمان, فرسمانه) är en ort i Iran.   Den ligger i provinsen Markazi, i den centrala delen av landet, 160 km sydväst om huvudstaden Teheran. Farasmāneh ligger 1 362 meter över havet och antalet invånare är 102.
Terrängen runt Farasmāneh är kuperad.Runt Farasmāneh är det glesbefolkat, med 20 invånare per kvadratkilometer. Närmaste större samhälle är Qezeljeh, 17,6 km sydväst om Farasmāneh. Trakten runt Farasmāneh består i huvudsak av gräsmarker.